# イブニング
『イブニング』は、講談社が発行する月2回刊青年漫画誌（創刊時は月刊誌）。毎月第2・第4火曜日に発売。2001年に月刊誌として創刊、2023年2月28日発売の2023年6号をもって休刊となった。

## 概要
講談社『モーニング』の別冊として『モーニング新マグナム増刊』を発刊していたが2001年4月に終了し、同年8月に『月刊イブニング』として新規創刊した。創刊号は本誌に加えて別冊付録（ページ数は本誌と同水準）の2誌を束ねた状態で月刊誌として発売され、続いて2号からは中綴じ500ページを越えるボリュームで刊行された。一部の作品は『新マグナム増刊』からそのまま連載を継続している。
2003年4月22日発売号よりモーニング編集部から独立してイブニング編集部が誕生し、第2・第4火曜日発売の月2回刊誌となった。また、『警察署長』が『モーニング』から移籍した。
連載は基本的にオリジナル新作が主体であるが、月刊誌時代は既存作品の続編の連載と読切作品の掲載が中心であった（続編やスピンオフは以後も連載の一角を占めている）。月2回刊になってからは、『モーニング』における職業ものの社会派作品の比率が高くなったため、同誌で従来扱っていたギャグ漫画ものやスポーツ漫画・SF漫画など娯楽性の濃い青年漫画の新規作品、あるいは読切作品が本誌および『モーニング・ツー』で扱われる傾向にある。『激昂がんぼ』や『係長島耕作』のように、同じ作者が『モーニング』と掛け持ちで連載する作品もある。
2014年4月22日発売号からは電子書籍版の発売を開始。紙版と内容が異なり、掲載されていない作品もある。また、読者ページや広告ページが省かれており、読者プレゼントへの応募も対象外となる。
2019年には令和への改元にちなんで、『俺の零話プロジェクト』を始動した。読み切りを掲載し、読者の応援で連載化が決まる企画である。
月刊誌の創刊より21年間刊行されたが、2023年2月28日発売の2023年6号をもって休刊することが、2022年12月7日に公式サイトで発表された。イブニング編集部はかつての独立元であったモーニング編集部と合流し、いくつかの連載作品は同社のコミックDAYSに移籍してウェブコミックとして継続するほか、他社も含め移籍が叶わなかった『紫電改343』は須本壮一がクラウドファンディングサイト「CAMPFIRE」を通じて独自で制作資金を調達し一年かけて完結させることとなった。

## 休刊号連載作品
2023年6号。

### 毎号連載
- いきものがたり（松本ひで吉）→『モーニング』に移籍[4]
- 帰ってきた帰らないおじさん（西村マリコ）
- きりもやびより（みずしな孝之）
- 金田一少年の事件簿30th（漫画：さとうふみや、原作：天樹征丸）
  - きんにゃいち少年の事件簿（漫画：佐藤友生、原作：天樹征丸、さとうふみや）※『金田一少年の事件簿』のスピンオフ作品
- K2（真船一雄、医療監修：原田知幸）※『スーパードクターK』シリーズの続編 →『コミックDAYS』に移籍[4]
- JJM 女子柔道部物語（脚色・構成・作画：小林まこと、原作：恵本裕子）→『コミックDAYS』に移籍[4]
- 紫電改343（須本壮一）→第一部完、クラウドファンディング[7]
- 正義と極道（市川マサ）※短期集中連載 →『コミックDAYS』に移籍[4]
- 賊軍 土方歳三（赤名修）→『コミックDAYS』に移籍[4]
- たたセン 〜からめる先生の奇妙な課外授業〜（広瀬べろせ）
- 立ち飲みご令嬢（松本明澄）→『コミックDAYS』に移籍[4]
- 誰も知らんがな（サライネス）→『コミックDAYS』に移籍[4]
- ハードボイルドマタタビビバップ（フジモトシゲキ）→『コミックDAYS』に移籍[4]
- 羽衣先生は今日もカンヅメ（華鳥ジロー）
- 長谷川無双（ザビエラー長谷川）
- ふたりソロキャンプ（出端祐大）→『モーニング』に移籍[4]
- プロ嫁（渡辺慎一）
- 法廷遊戯（原作：五十嵐律人、漫画：束ユムコ）※同小説のコミカライズ →『コミックDAYS』に移籍[4]
- 陸上自衛隊特務諜報機関 別班の犬（久慈進之介）→『コミックDAYS』に移籍[4]

## 連載の終了した作品

### あ行
- ああ播磨灘外伝 ISAO（さだやす圭）
- 秋月あきひろのポジション（野村宗弘）
- ADAMAS（皆川亮二　脚本：岡エリ）
- あなたソレでいいんですか（前田悠）
- A-BOUT! SURF（市川マサ）
- アバンチュリエ（森田崇、原作：モーリス・ルブラン）※『月刊ヒーローズ』に移籍
- Eから弾きな。（佐佐木拓丸）
- 異世界紀元前202年（甲賀長生）※『コミックDAYS』へ移籍
- イタダキッ!（上西淳二）
- ICHI（篠原花那、原作：子母澤寛）
- いちいちせいち（汐里）
- いとしのムーコ（みずしな孝之）
- いぬやしき（奥浩哉）
- いぬライク（ふくたいさお）
- イブニングパブのこりび（いとう耐） ※『モーニング』より並行掲載を経て移籍
- いぶぬんぐ（佐藤敦史）※プレゼント当選者発表ページに掲載
- 今/渦子 ゆく琥珀色のはて（松浦だるま）
- 五佰年BOX（宮尾行巳）
- インハンド（朱戸アオ）
- 運王シリーズ（片山まさゆき）
- エシカルンテ（森和美）
- SとX 〜セラピスト霜鳥壱人の告白〜（多田基生）
- 遠隔ライフ（西のトモ） ※短期集中連載
- 狼少年は嘘をつかない（清水しの）
- 王狩（青木幸子） ※2011年20号にて第一部完
- オールラウンダー廻（遠藤浩輝）
- 幼なじみは女の子になぁれ（森下真央）
- おせん（きくち正太） ※『モーニング』より移籍
  - おせん 真っ当を受け継ぎ繋ぐ。
  - 一升庵大女将渡る世間にもの申す→おちよさん ※不定期連載
- 思い出の味 大陸食堂（西村ミツル・吉開寛二）
- OL進化論出張版 中年ポルカ（秋月りす）
- Op -オプ- 夜明至の色のない日々（ヨネダコウ）
- 面影★マギック（白井絵未）
- おやこっこ（武田一義）
- 女の子のためのストリップ劇場入門（菜央こりん）

### か行
- かあちゃんといっしょ（杉作）
- 外科医花隈吾郎24時（まるいミカ） - 『モーニング』より移籍
- 海賊とよばれた男（須本壮一、原作：百田尚樹）
  - それゆけ!海賊くん 出張版（猪乙くろ）※プレゼント当選者発表ページに掲載。本連載は『モアイ』において行なわれていた
- 害虫女子コスモポリタン（小谷真倫）
- 帰らないおじさん（西村マリコ）
- カオナビ（井草真）
- 描き逃げやんわり（風間やんわり）
- 学生 島耕作（弘兼憲史）※当初は不定期連載、2015年5号より毎号連載
  - 学生 島耕作〜就活編〜（弘兼憲史）
- 格闘探偵団（小林まこと）
- 影風魔ハヤセ（森田信吾）
- 累（松浦だるま）
- 片岡さんちのクリコちゃん（地下沢中也）
- 係長 島耕作（弘兼憲史）
- 神様のジョーカー（佐原ミズ、原作：楠みちはる）
- カラオケ流星群（田中光）
- 餓狼伝（板垣恵介、原作：夢枕獏）※『ヤングマガジンアッパーズ』（廃刊）より移籍
- 烏は主を選ばない（原作：阿部智里、漫画：松崎夏未）※『コミックDAYS』へ移籍
- 漢晋春秋司馬仲達伝三国志 しばちゅうさん（末弘）
- 官能先生（吉田基已）
- がんばれみどりちゃん（唐沢なをき）
- がんぼシリーズ（東風孝広、原作：田島隆）
  - 極悪がんぼ
  - 激昂がんぼ
  - がんぼ ナニワ悪道編
- 銃夢 LastOrder（木城ゆきと）※『ウルトラジャンプ』より移籍
  - 銃夢火星戦記（木城ゆきと）※『コミックDAYS』に移籍[4]
- CAPTAINアリス（高田裕三）
- きょうの思春期（こだくさん）
- きらきらひかる2（郷田マモラ）
- ギャングキング（柳内大樹）※『別冊少年マガジン』から移籍
- 銀座の番ねこ（高梨みどり）
- 金田一37歳の事件簿（漫画：さとうふみや、原作：天樹征丸）※『金田一少年の事件簿』の続編、『コミックDAYS』に移籍[4]
- 喰いタン（寺沢大介）
- 空想亭こばなし（横尾公敏）
- 空電の姫君（冬目景）
- グラゼニ 夏之介の青春（作画：太秦洋介、原作：森高夕次）※『グラゼニ』シリーズ（作画：足立金太郎）の中高校時代編
- クラッシャージョウ REBIRTH（漫画：針井佑、キャラクター原案：安彦良和、原作：高千穂遙）※『クラッシャージョウ』のコミカライズ
- クリオの男（木葉功一）
- クロ號（杉作）
- 警察署長（たかもちげん・やぶうちゆうき） ※『モーニング』より移籍
- 警視正 椎名啓介（やぶうちゆうき）
- 劇画・長谷川伸シリーズ（小林まこと 原作：長谷川伸）
  - 一本刀土俵入
  - 沓掛時次郎
  - 関の弥太ッぺ
  - 瞼の母
- 激辛課長（前田悠）
- ゲキトウ（島本和彦）
- 月光（ウチヤマユージ）
- ケツノイシ（まるいミカ）
- ゲレクシス（古谷実）
- 喧嘩猿（たなか亜希夫　原作：きうちかずひろ）
- 恋風（吉田基已）
- 恋の山井（赤木継）
- 黒白（こくびゃく）（とりのなん子）
- GOLD DASH（もりやまつる）
- 米吐き娘（古林海月）

### さ行
- 最弱!ルーズドッグス（片山まさゆき）
- 西妖記（漫画：一ノ瀬かおり、原作：冬森雪湖）
- 榊原治療院（七海マンタ）
- さくらん（安野モヨコ）※第一部完
- サトラレ（佐藤マコト）
  - サトラレneo
- さよならタマちゃん（武田一義）
- サラリーマンブラザーズ（中川いさみ）
- サンスパ（竹本真）
- 山賊ダイアリー リアル猟師奮闘記（岡本健太郎）
  - 山賊ダイアリーSS（岡本健太郎）※『山賊ダイアリー リアル猟師奮闘記』の続編
- 仕事中のアイ・ラブ・ユー（さくらい）
- しずかの山（松本剛 原作：愛英史）
- 実在ゲキウマ地酒日記（須賀原洋行）※『モーニング食』発行中は同時連載されていた
- ジャポニカの歩き方（西山優里子）
- 軍鶏（たなか亜希夫）※『週刊漫画アクション』より移籍
- 狩猟のユメカ（古部亮）
- 俊平1/50（山本貴嗣）
- 少女ファイト（日本橋ヨヲコ、作画監修：木内亨）※『コミックDAYS』に移籍[4]
- 将太の寿司2 World Stage（寺沢大介）
- S60チルドレン（川畑総一郎）
- 深海マンガ くらげちゃん（そにしけんじ）※読者ページに掲載
- 侵略ニャッ!（渡辺慎一）
- ZOO KEEPER（青木幸子）
- SUPERMAN vs飯 スーパーマンのひとり飯（原作：宮川サトシ、漫画：北郷海）
- ストーカー浄化団（漫画：オオイシヒロト、原作：オオガヒロミチ）※『コミックDAYS』に移籍
- 世界で一番、俺が◯◯（水城せとな）
- せごどん（道明）
- 前略 雲の上より（作画：猪乙くろ、原作：竹本真）
- 創世のタイガ（森恒二）※第一部完。第二部は『ヤングアニマル』にて連載
- 相続探偵（原作：西荻弓絵、作画：幾田羊）

### た行
- 第二第四火曜日の恋（高瀬わか）
- 宝ちゃん、あ〜ん!（ウラモトユウコ）
- だから、百鬼は夜を紡ぐ（田沼早和）
- 弾丸ドラッガー（渡辺大樹）
- たんさんすいぶ（上条明峰）
- 超人間要塞 ヒロシ戦記（まつだこうた、原作：大間九郎）
- 調理刑事の捜索ごはん（馬田イスケ）
- ツナくん（ポテチ次郎）
- 妻に恋する66の方法（福満しげゆき）※掲載順は巻末に固定
- 罪の声 昭和最大の未解決事件（須本壮一、原作：塩田武士）
- 凸凹 DEKOBOKO（きらたかし）
- DEATHTOPIA（山田恵庸）
- 天空の蜂（猫田ゆかり、原作：東野圭吾）※映画化にタイアップした連載（電子書籍版には未掲載）
- 父ちゃんの王将（水島新司）
- 透明アクセル（三田紀房）
- とろける鉄工所（野村宗弘）

### な行
- なりひらばし電器商店（岩岡ヒサエ）
- 二輪乃書 ギャンブルレーサー（田中誠）
- ヌイグルメン!（唐沢なをき）
- のりりん（鬼頭莫宏）

### は行
- バーサス魚紳さん!（立沢克美、原作：矢口高雄）
- PARTY -パーティー-（作画：内田早紀、原作：阿部秀司）
- 敗走記（しまたけひと）
- ばくばく!バクチごはん（高橋コウ、原作：島田英次郎）[8]
- 幕末イグニッション（忠見周、原作：大間九郎）
- ハゲまして! 桜井くん（高倉あつこ）
- ハタキ（野中英次）
- 抜刀（ザビエラー長谷川）※2話目以降は電子版にのみ掲載
- ハナウサシリシリ（小林賢太郎）
- 隼ちゃんもとんでます（鬼頭莫宏）
- パラダイスアベニュー（清原なつの）
- ヒーローズ（三宅乱丈）
- ピカもん（窪之内英策）
- 羊の木（いがらしみきお 原作：山上たつひこ）
- ビビリメガネ（門辺美沙）
- フジマルッ!（詠里）
- ブッシメン!（小野洋一郎）
- BLOOD ALONE（高野真之）※『月刊コミック電撃大王』より移籍
- プロチチ（逢坂みえこ）
- プロメテオ（小野洋一郎 原作：北原雅紀）
- ヘルプマン!（くさか里樹）※『週刊朝日』に移籍
- BOYS BE…〜adult season〜（玉越博幸、原作：イタバシマサヒロ）
- ホカベン（カワラニサイ、原作：中嶋博行）
- ポチ極道（風間やんわり）
- 没イチ（きらたかし）
- ボクたちはみんな大人になれなかった（原作：燃え殻、漫画：野原多央）
- What's Michael? 9巻め（小林まこと）

### ま行
- 松井さんはスーパー・ルーキー（詠里）※『コミックDAYS』に移籍
- (犬)ロッキー（正確には○内に犬）（杉作）
- 漫画編集者が会社を辞めて田舎暮らしをしたら異世界だった件（原作：クマガエ、漫画：宮澤ひしを）
- 満月エンドロール（野村宗弘）
- 見上げると君は（小堀真）
- ミスター味っ子II（寺沢大介）
- 水溜まりに浮かぶ島（三部けい）
- 夢幻の軍艦大和（本そういち）
- ムシノイドコロ（まるいミカ）
- めしにしましょう（小林銅蟲）
  - めしのあとはやせましょう（小林銅蟲）
- 物怪譚（岡村朋美）
- モテキ（久保ミツロウ）
- モモちん（伊藤理佐）
- もやしもん（石川雅之） ※『月刊モーニングtwo』に移籍

### や行
- 山おんな壁おんな（高倉あつこ）
- ヤミの乱破（細野不二彦） ※『モアイ』に移籍
- ヤンキー水戸黄門（和田洋人）※作者逝去のため、絶筆
- ヤング島耕作（弘兼憲史）
  - ヤング島耕作 主任編
- やんわり大陸（風間やんわり）
- 勇午（真刈信二・赤名修）※『月刊アフタヌーン』より移籍
- 湯けむり球児（木下由一、原作：森高夕次）
- よいこの黙示録（青山景） ※作者の逝去により未完
- 妖怪番長（柴田ヨクサル）
  - カイテンワン（柴田ヨクサル）※『妖怪番長』の続編
- ヨメキン ヨメとド近眼（葛西りいち）
- よろこびのうた（ウチヤマユージ）
- よんでますよ、アザゼルさん。（久保保久）

### ら行
- ラストジェンダー 〜何者でもない私たち〜（多喜れい） ※『コミックDAYS』に移籍
- 螺旋人アンソロジー（速水螺旋人）※オムニバス作品
- 鸞鳳（高田裕三）
- リーガルエッグ（作画：木綿八十子、原作：河本ほむら）
- リウーを待ちながら（朱戸アオ）
- 瑠璃と料理の王様と（きくち正太）
- レッド（山本直樹）
  - レッド 最後の60日 そしてあさま山荘へ（山本直樹）
  - レッド 最終章 あさま山荘の10日間（山本直樹）
- レトリックレトロ（蚤野真造）
- RaW HERO（平本アキラ）
- ロストフード 絶対味覚探偵モズの事件簿（赤名修）

### わ行
- 四月一日さん家の（原作：「四月一日さん家の」製作委員会、漫画：となりける）※同名ドラマのコミカライズ
- 四月一日のエマ（幾田羊、原作：リチャード・ウー）※短期集中連載
- ワンダーふらちやま（まるいミカ）

## 映像化

### アニメ化
| 作品                         | 放送年          | アニメーション制作                     | 備考                                        |
| ---------------------------- | --------------- | -------------------------------------- | ------------------------------------------- |
| 恋風                         | 2004年          | A・C・G・T                             |                                             |
| もやしもん                   | 2007年（第1期） | 白組、テレコム・アニメーションフィルム |                                             |
| もやしもん                   | 2012年（第2期） | 白組、テレコム・アニメーションフィルム |                                             |
| よんでますよ、アザゼルさん。 | 2011年（第1期） | Production I.G                         | OVA（2010年-2014年）あり                    |
| よんでますよ、アザゼルさん。 | 2013年（第2期） | Production I.G                         | OVA（2010年-2014年）あり                    |
| いとしのムーコ               | 2015年-2016年   | DLE                                    | 「ラブリームービー」化（2013年-2014年）あり |
| いぬやしき                   | 2017年          | MAPPA                                  |                                             |

| 作品         | 放送年 | アニメーション制作 | 備考 |
| ------------ | ------ | ------------------ | ---- |
| 少女ファイト | 2009年 | Production I.G     |      |

掲載誌を移籍後にテレビアニメ化した作品だとふたりソロキャンプもある。

### 実写化
| 作品                  | 放送年              | 制作                                   | 備考 |
| --------------------- | ------------------- | -------------------------------------- | ---- |
| サトラレ              | 2002年              | テレビ朝日、MMJ                        |      |
| 喰いタン（ドラマ）    | 2006年（第1期・SP） | アベクカンパニー                       |      |
| 喰いタン（ドラマ）    | 2007年（第2期）     | アベクカンパニー                       |      |
| 山おんな壁おんな      | 2007年              | フジテレビ                             |      |
| ホカベン              | 2008年              | 日本テレビ                             |      |
| おせん                | 2008年              | オフィスクレッシェンド                 |      |
| もやしもん            | 2010年              | 白組                                   |      |
| モテキ                | 2010年              | テレビ東京、オフィスクレッシェンド     |      |
| 極悪がんぼ            | 2014年              | フジテレビドラマ制作部                 |      |
| インハンド            | 2019年              | TBSスパークル、TBS                     |      |
| 帰らないおじさん      | 2022年              | 共同テレビジョン、BS-TBS               |      |
| 超人間要塞 ヒロシ戦記 | 2023年              | NHK                                    |      |
| 相続探偵              | 2025年              | 日本テレビ、日テレアックスオン（協力） |      |

| 作品       | 公開年 | 配給               | 備考 |
| ---------- | ------ | ------------------ | ---- |
| サトラレ   | 2001年 | 東宝               |      |
| さくらん   | 2007年 | アスミック・エース |      |
| 軍鶏       | 2008年 | アートポート       |      |
| モテキ     | 2011年 | 東宝               |      |
| 羊の木     | 2018年 | アスミック・エース |      |
| いぬやしき | 2018年 | 東宝               |      |
| 累         | 2018年 | 東宝               |      |

掲載誌を移籍後にテレビドラマ化した作品だとふたりソロキャンプもある。

## 新人賞
イブニング新人賞―The Challenge―

## 発行部数
発行部数（2008年4月以前)
- 創刊号 35万部
- 2004年（2003年9月 - 2004年8月） 266,250部[9]
- 2005年（2004年9月 - 2005年8月） 229,125部[9]
- 2006年（2005年9月 - 2006年8月） 213,417部[9]
- 2007年（2006年9月 - 2007年8月） 198,458部[9]
- 2008年（2007年10月 - 2008年9月） 179,584部[9]
- 2009年（2008年10月 - 2009年9月） 160,209部[9]
- 2010年（2009年10月 - 2010年9月） 147,980部[9]
- 2011年（2010年10月 - 2011年9月） 135,855部[9]
- 2012年（2011年10月 - 2012年9月） 131,542部[9]
- 2013年（2012年10月 - 2013年9月） 122,625部[9]
- 2014年（2013年10月 - 2014年9月） 119,730部[9]
- 2015年（2014年10月 - 2015年9月） 116,057部[9]
- 2016年（2015年10月 - 2016年9月） 108,625部[9]
- 2017年（2016年10月 - 2017年9月） 98,500部[9]

|        | 1〜3月     | 4〜6月     | 7〜9月     | 10〜12月   |
| ------ | ---------- | ---------- | ---------- | ---------- |
| 2008年 |            | 175,833 部 | 172,500 部 | 166,000 部 |
| 2009年 | 161,667 部 | 157,500 部 | 155,667 部 | 153,334 部 |
| 2010年 | 150,000 部 | 144,500 部 | 144,084 部 | 142,500 部 |
| 2011年 | 138,584 部 | 131,667 部 | 130,667 部 | 133,667 部 |
| 2012年 | 131,834 部 | 131,000 部 | 129,667 部 | 127,167 部 |
| 2013年 | 124,334 部 | 120,334 部 | 118,667 部 | 117,584 部 |
| 2014年 | 121,667 部 | 120,834 部 | 118,834 部 | 117,975 部 |
| 2015年 | 116,634 部 | 115,617 部 | 114,000 部 | 114,000 部 |
| 2016年 | 109,250 部 | 108,250 部 | 103,000 部 | 102,000 部 |
| 2017年 | 100,000 部 | 98,000 部  | 94,000 部  | 90,667 部  |
| 2018年 | 86,917 部  | 82,500 部  | 77,850 部  | 76,133 部  |
| 2019年 | 75,000 部  | 72,800 部  | 70,600 部  | 68,333 部  |
| 2020年 | 64,833 部  | 60,767 部  | 60,333 部  | 57,450 部  |
| 2021年 | 54,167 部  | 53,700 部  | 53,217 部  | 50,567 部  |
| 2022年 | 47,500 部  | 48,033 部  | 42,467 部  |            |

## イブニングKC
イブニングKCは、『イブニング』に掲載された作品を主に収録する漫画単行本レーベル。2001年12月21日創刊。
『極悪がんぼ』（田島隆、東風孝広）、『おせん』（きくち正太）が最初に発行された。
コード番号は、イブニングKC○○という形で表記され、背表紙上部や奥付などに載せられる。

### 関連レーベル
ワイドKCイブニング
汎用レーベルワイドKCのイブニング版。A5判の単行本。
イブニングKCDX
汎用レーベルKCDXのイブニング版。イブニングKCの特装版。